# تقویت‌کننده کلاس تی

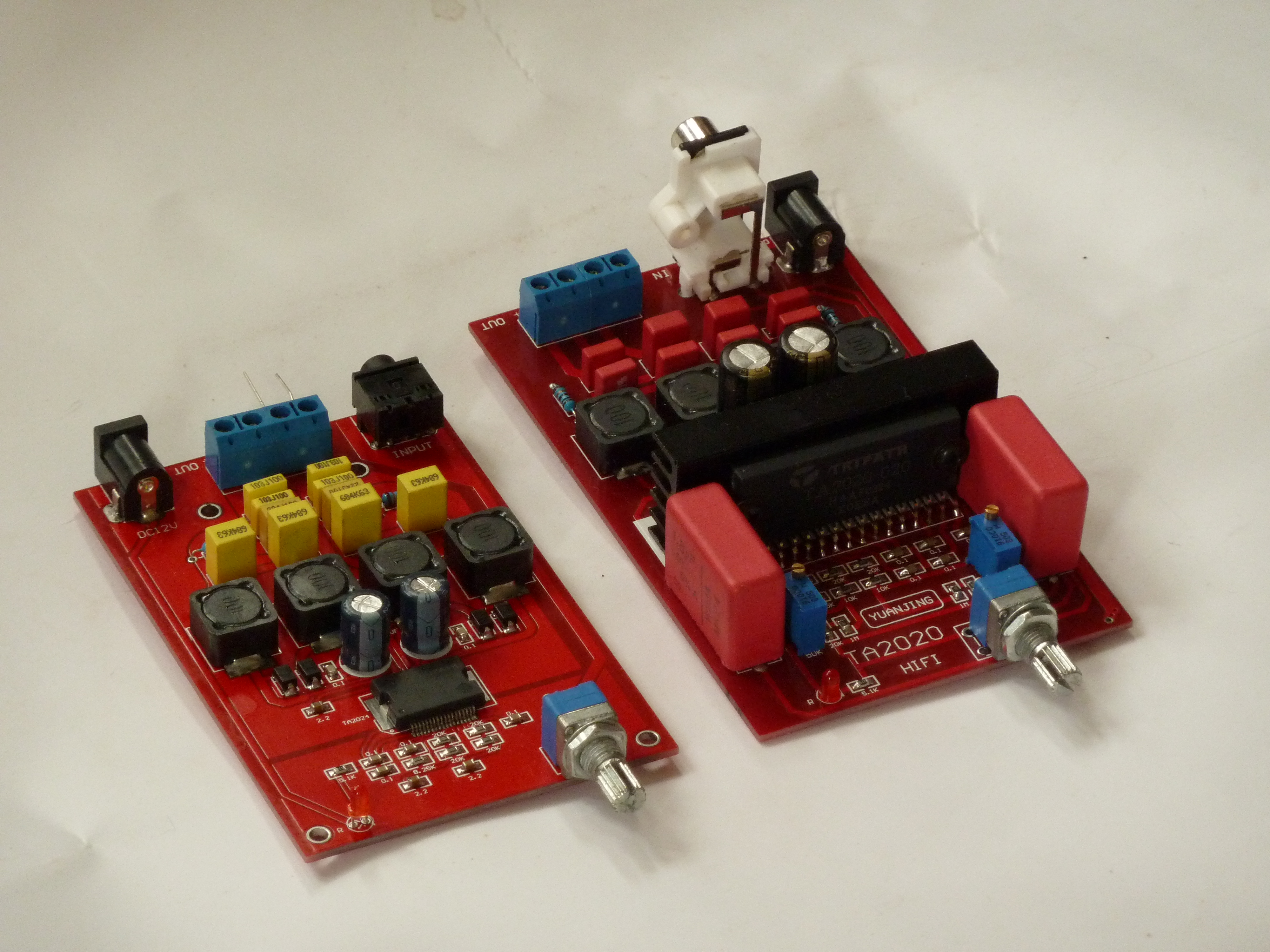
دو ماژول تقویت کننده استریو چیپست کلاس تی. TA2024 6 + 6W در سمت چپ، TA2020 20 + 20W در سمت راست

کلاس تی یک علامت تجاری ثبت‌شده برای تقویت‌کننده صوتی کلیدزنی (کلاس- D) بود که برای فناوری‌های تقویت‌کننده سه‌مسیره استفاده می‌شد (ثبت اختراع، ثبت شده در ۲۰ ژوئن ۱۹۹۶). طرح‌های مشابه اکنون به‌طور گسترده‌ای توسط تولیدکنندگان مختلف پذیرفته شده‌است.

## تقویت‌کننده
محصولات تحت پوشش از تقویت‌کننده کلاس-دی همراه با تکنیک‌های اختصاصی برای کنترل مدولاسیون پهنای پالس برای تولید آنچه ادعا می‌شود عملکرد بهتری نسبت به سایر طرح‌های تقویت‌کننده کلاس-دی دارد، استفاده می‌کنند. ازجمله تفاوت‌های افشا‌شده عمومی، کنترل زمان واقعی فرکانس کلیدزنی بسته به سیگنال ورودی و خروجی تقویت‌شده‌است. یکی از تقویت‌کننده‌ها، TA2020، به عنوان یکی از بیست و پنج تراشه که توسط آی‌تریپل‌ئی اسپکتروم «جهان را لرزاند»، نامگذاری شد.
سیگنال‌های کنترلی درتقویت‌کننده کلاس تی با استفاده از پردازش سیگنال دیجیتال یا تکنیک‌های کاملاً آنالوگ محاسبه می‌شوند. پیاده‌سازی‌های موجود در حال حاضر از حلقه‌ای شبیه به یک مدولاتور دلتا-سیگما (ΔΣ) (یا سیگما دلتا) با مرتبه بالاتر استفاده می‌کنند، با یک ساعت دیجیتالی داخلی برای کنترل مقایسهٔ نمونه. دو جنبه مهم این توپولوژی این است که (۱) بازخورد مستقیماً از گره کلیدزنی به‌جای خروجی فیلترشده گرفته می‌شود، و (۲) حلقه مرتبه بالاتر باعث بهره حلقه بسیار بالاتر در فرکانس‌های صوتی بالا از آنچه ممکن است در تقویت‌کننده تک قطبی معمولی است، باشد.

## محصولات و کاربردها
از سه‌مسیره برای فروش تقویت‌کننده‌ها به عنوان تراشه یا چیپست استفاده می‌شد، تا مجتمع‌شده با سایر محصولات در چندین کشور ادغام شوند. مثلاً:
- سونی، پاناسونیک و بلاپونکت از آن‌ها در چندین ضبط ماشین و سیستم‌های سینمای خانگی یکپارچه استفاده می‌کنند
- رایانه اپل از آن‌ها در رایانه‌های پاور مک جی۴ مکعب، پاور مک جی۴ (صوت دیجیتالی)، ایی‌مک و آی‌مک (صفحه تخت) استفاده کرد.
- تحقیقات صوتی، یک شرکت الکترونیک صوتی، که قبلاً متخصص مدار انحصاری لامپی بود، یک تقویت‌کننده برای صدابازان مبتنی‌بر سه‌مسیره تولیدکرد.
- سونیتر، یک شرکت های‌فای انگلیسی، تقویت‌کننده آنالوگ و متخصصان فناوری، تقویت‌کننده برونته (۱۹۹۹)،[۲] در حدود یک ماژول سه‌مسیره کلاس-تی تولید کرد.